# Neotropius khavalchor
Neotropius khavalchor és una espècie de peix de la família dels esquilbèids i de l'ordre dels siluriformes.

## Morfologia
- Els mascles poden assolir 15 cm de longitud total.[3][4]

## Reproducció
És ovípar i els ous no són protegits pels pares.

## Hàbitat
És un peix d'aigua dolça i de clima tropical.

## Distribució geogràfica
Es troba a Àsia: conques del riu Krishna a Maharashtra i del riu Pennar a Andhra Pradesh (Índia).

## Estat de conservació
Les seues principals amenaces són la urbanització, el desenvolupament industrial, la mineria i la introducció d'espècies exòtiques.